# 하왈리주
하왈리주(아랍어: حولي)는 쿠웨이트 동부에 위치한 주로, 주도는 하왈리이며 면적은 82km2, 인구는 714,876명(2007년 기준)이다. 북서쪽으로는 수도주, 남서쪽으로는 알파르와니야주, 남쪽으로는 무바라크알카비르주와 접하고 있으며 북쪽과 동쪽으로는 페르시아만과 접한다.